# ブッシュマスターIII 35 mm 機関砲
ブッシュマスター III（英語: Bushmaster III）は、アライアント・テックシステムズ（ATK）社が開発した35mm口径のチェーンガン。

## 設計
本砲は、先行して開発された25×137mm弾仕様のM242 ブッシュマスターをもとに、35×228mm弾仕様にスケールアップしたモデルである。給弾機構も、M242と同様に二方向からの装填に対応して、異なる弾種を速やかに切り替えて使用できる。一方、発射サイクルは、M242ではオープンボルト方式だったのに対し、本砲ではクローズドボルト方式となった。
開発計画は1989年に公表され、試作品は1990年に試射を行った。しかし長い中断期間を経て、運用開始は2007年となった。

### 50mm口径版

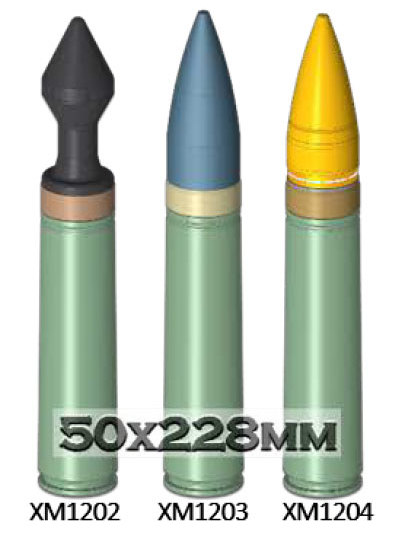
50×228mm弾

本砲については、少なくとも3回に渡って、50mm口径版の開発が試みられている。
まず1980年代、ラインメタル社がエリコン社などと共同で開発を試みたRh 503では、わずかな改修で35×228mm弾と50×330mm「スーパーショット」弾を切り替えて使用できるようになっており、その成果を本砲に導入することも検討された。この50×330mm弾は、APFSDS弾の弾心長を確保するためテレスコープ弾としての構造を採用していた。
2010年代には、C-RAMを主眼とするEAPS（Extended Area Protection and Survivability）計画の一環として、本砲に50×330mm弾を導入することが検討された。これは1980年代のスーパーショット弾と類似していたが、弾丸の長さを増して弾道修正機能を付与することになっており、弾薬の全長は538ミリとなった。
2018年10月、アメリカ陸軍研究所 (ARL) は35×228mm弾をそのまま増口径した50×228mm弾と、この弾薬の運用に対応するようブッシュマスター IIIの設計を改訂した砲であるXM913を発表した。XM913は2020年代以後の新世代戦闘車両向けとして、米陸軍の次期歩兵戦闘車計画OMFVに提案されたグリフィンIIIに搭載された他、CV90の新型バージョンの武装オプションの1つに設定されている。